# Historia archidiecezji łódzkiej
Historia archidiecezji łódzkiej
Łódź oraz okoliczne tereny, wchodzące w skład powstałej w 1920 diecezji łódzkiej, od początku istnienia w Polsce organizacji kościelnej należały do archidiecezji gnieźnieńskiej. W 1764 część tych terenów (razem z Łodzią) wcielono jako enklawę do diecezji włocławskiej. W 1818 powstały archidiecezja warszawska i diecezja kujawsko-kaliska, w granicach których znalazły się ziemie, które potem, w 1920 (z archidiecezji warszawskiej) i 1925 (ze zniesionej wtedy diecezji kujawsko-kaliskiej), wcielone zostały do diecezji łódzkiej. W 1992 północną część łódzkiej diecezji przydzielono nowo powstałej diecezji łowickiej. Jednocześnie diecezję łódzką podniesiono do miana archidiecezji, podległej bezpośrednio Stolicy Apostolskiej. W 2004 z diecezji łowickiej i łódzkiej utworzono (najmłodszą dotychczas) metropolię, z siedzibą w Łodzi, co oznaczało, że łódzki ordynariusz (dotychczas tytułowany jako arcybiskup łódzki) stał się arcybiskupem metropolitą.

## Przebieg zmian kościelnych granic administracyjnych do 1918

### Zmiany w 1765
Mimo przynależności do archidiecezji gnieźnieńskiej dobra łódzkie, stanowiące część tzw. klucza wolborskiego, aż do końca XVIII w. były własnością biskupów włocławskich. Stan odmienności pomiędzy zwierzchnikami kościelnymi i faktycznymi właścicielami uporządkowano w 1764, kiedy to Klemens XIII bullą Quod cum pro parte wyraził zgodę, aby 8 parafii: Gałków, Łódź i Niesułków (z dekanatu zgierskiego) oraz Czarnocin, Chorzęcin, Łaznów, Nagórzyce i Wolbórz (z dekanatu tuszyńskiego) przyłączyć jako enklawę do diecezji włocławskiej. Z parafii tych stworzony został dekanat wolborski.

### Postanowienia pokongresie wiedeńskim
Skutkiem zmian politycznych, jakie zaistniały na przełomie wieków XVIII i XIX, konieczna była reorganizacja administracji kościelnej. Dla obszarów zlokalizowanych dotychczas w granicach archidiecezji gnieźnieńskiej, które znalazły się w obrębie Królestwa Kongresowego, wprowadzono taką organizację, aby siedziby diecezji nie znajdowały się poza królestwem. W ten sposób na mocy bulli Ex imposita nobis Piusa VII z 30 czerwca 1818 tereny położone na północ i wschód od Łodzi (dekanaty: kłodawski, kutnowski, łęczycki, łowicki, rawski, skierniewicki i zgierski) oraz pięć, wcześniej przeniesionych do diecezji włocławskiej, parafii (Chorzęcin, Gałków, Łaznów, Łódź i Niesułków) wcielono do nowej archidiecezji warszawskiej. Natomiast trzy dekanaty (uniejowski, szadkowski i tuszyński) usytuowane na północny zachód, zachód i południe od Łodzi oraz dwie parafie (Czarnocin i Wolbórz) z diecezji włocławskiej przeszły pod zwierzchnictwo nowo utworzonej diecezji kujawsko-kaliskiej. W kolejnym roku uporządkowano organizację wewnątrz diecezji. Dekanat wolborski, którego parafie wcześniej podzielono pomiędzy dwie diecezje, został zniesiony. W archidiecezji warszawskiej na obszarze późniejszej diecezji łódzkiej powołano dekanaty brzeziński i strykowski. Z kolei w diecezji kujawsko-kaliskiej na analizowanym obszarze powstał dekanat piotrkowski.

### Sytuacja popowstaniu styczniowym
Po powstaniu styczniowym, ze względu na represje rosyjskich władz zaborczych, w Królestwie Polskim zniesiono wiele dekanatów, w tym występujące na omawianym obszarze: kłodawski, strykowski i zgierski z archidiecezji warszawskiej oraz lutomierski, szadkowski, tuszyński i uniejowski z diecezji kujawsko-kaliskiej. Choć, w ramach reorganizacji kościelnej administracji, powstało też wtedy kilka nowych dekanatów, jak np. łódzki w archidiecezji warszawskiej i m.in. łaski w diecezji kujawsko-kaliskiej, zarządzanie bardzo licznymi w parafie dekanatami stało się od tej pory niezmiernie skomplikowanym.

### Administratura apostolska w Łodzi biskupa kujawsko-kaliskiego
Podczas I wojny światowej, z końcem 1914 niemiecko-rosyjski front przedzielił archidiecezję warszawską na dwie części. Obszar Łodzi znalazł się wtedy pod niemiecką okupacją. Kontakt Łodzi z zajmowaną przez Rosjan Warszawą stał się bardzo trudny. Dlatego też ustanowiono administratora apostolskiego dla okupowanej przez niemieckie wojska zachodniej części warszawskiej archidiecezji. Został nim biskup kujawsko-kaliski Stanisław Zdzitowiecki. Ponadto arcybiskup warszawski Aleksander Kakowski dekretem z 20 lutego 1915 dla zachodniej części archidiecezji powołał wikariat generalny z siedzibą w Łodzi, obejmujący dekanaty: łódzki, łęczycki i brzeziński. Wikariat ten stał się zalążkiem do powstania przyszłej diecezji łódzkiej.

### Zmiany w latach1917i1918
Odzyskanie przez Polskę niepodległości umożliwiło usprawnienie kościelnej administracji. Dla obszarów, które niedługo potem znalazły się w diecezji łódzkiej, powołano nowe dekanaty. W archidiecezji warszawskiej były to: łódzki miejski i łódzki zamiejski (utworzone w miejsce jednego dekanatu łódzkiego) oraz dekanat kłodawski (odnowiony z ośmiu parafii z dekanatu łęczyckiego i dwóch z kutnowskiego). Natomiast w diecezji kujawsko-kaliskiej dla prezentowanych tu terenów w tym czasie stworzono dekanaty: bełchatowski (wydzielony z dekanatu piotrkowskiego), pabianicki i widawski (złożone z parafii wcześniej należących do dekanatu łaskiego). Dodatkowo przywrócono dekanaty tuszyński (wyłączony z dekanatu piotrkowskiego) i uniejowski (wyodrębniony z dekanatu tureckiego).

## Najstarsze kościoły na ziemi łódzkiej
W ciągu tysiącletniej historii chrześcijaństwa w Polsce, na terenie diecezji łódzkiej wybudowane zostało ponad 430 kościołów.
Pierwszym kościołem, wzniesionym na analizowanym terenie, była świątynia pw. Najświętszej Maryi Panny i św. Aleksego w Tumie założona prawdopodobnie z fundacji Bolesława Chrobrego, przy udziale św. Wojciecha w 997. Powstało przy niej ponoć pierwsze na ziemiach polskich opactwo benedyktynów. Zakonnicy przebywali tam przez blisko 100 lat. W 1140 mury klasztoru zostały rozebrane.
W XI wieku z inicjatywy ks. Piotra Morawiaka powstał drewniany kościół w Piotrkowie. Wkrótce jednak uległ spaleniu.
Według tradycji w 1085 Władysław Herman ufundował kościół w Kłodawie.
W 1108 benedyktyni pojawili się w Jeżowie, gdzie otrzymali niewielki drewniany kościółek, fundowany przez Bolesława Krzywoustego. W jego miejscu z inicjatywy Piotra Włostowica zbudowany został kościół pw. św. Andrzeja. Prawdopodobnie powstał on przed 1141.
Przed 1123 powstał kościół Podwyższenia Świętego Krzyża w Brzezinach, przy którym w 1139 erygowano parafię.
W latach 1141–1160 w miejscu zburzonego kościoła w Tumie powstała kolegiata łęczycka.
Prawdopodobnie przed 1145 w Górze Świętej Małgorzaty zbudowano klasztorną kaplicę Matki Bożej.
Przed 1148 wystawiono (prawdopodobnie z fundacji kasztelańskiej) drewniany kościół parafialny w Wolborzu.
Prawdopodobnie w I połowie XII wieku w Piotrkowie wzniesiono drewnianą świątynię pw. św. Stanisława Biskupa z fundacji Piotra Włostowica.
W 1171 powstał drewniany kościół Wniebowzięcia Najświętszej Maryi Panny w Parznie z fundacji arcybiskupa Jana Gryfity. Przetrwał do 1464, gdy został rozebrany.
Przed 1184 w Sulejowie powstał drewniany kościół parafialny pw. św. Floriana z inicjatywy cystersów, których opactwo, znajdujące się po drugiej stronie Pilicy, istniało od 1176.
W wieku XII powstał kościół pw. św. Idziego w Bałdrzychowie, przy którym potem Bogumił z Dobrowa erygował parafię. Wieś ta została podarowana opactwu cystersów z Sulejowa.
W XII w. z fundacji książąt płockich wzniesiono drewniany kościół pw. św. Wawrzyńca w Pabianicach, przy którym Bogumił z Dobrowa powołał parafię.

## Rozwój sieci parafialnej w Łodzi do 1918[22]
Pierwszy kościół w Łodzi powstał prawdopodobnie na przełomie lat 1364–1374, a najstarsza wzmianka o miejscowej parafii pw. Najświętszej Maryi Panny pochodzi z 1424, gdy Łódź była już miastem. Wcześniej obszar wsi Łódź przynależał do powstałej jeszcze przed wiekiem XIV parafii św. Doroty w Mileszkach (obecnie stanowiących łódzkie osiedle). W 1438, w sąsiadujących z Mileszkami Stokach, miejscowy dziedzic Sieciech za zgodą władz kościelnych ufundował świątynię, która stała się filią parafii mileszkowskiej. Drugi kościół filialny w tej parafii powstał w 1492 w pobliskich Chojnach z inicjatywy właściciela wsi. W 1511 roku, też staraniem proboszcza z Mileszek, znajdujący się we wsi Stoki kościół filialny przeniesiono do siedziby parafii na miejscu poprzedniej, mocno już zniszczonej świątyni.
Pod koniec XVI w. do parafii łódzkiej, poza samym miastem, należały nadto ówczesne wsie: Bałuty, Brus, Doły, Lipinki, Radogoszcz, Rogi, Rokicie, Stara Łódź, Widzew i Wólka. Natomiast przynależność kościelna innych wsi z tego okresu, których obszar obecnie znajduje się w granicach administracyjnych Łodzi, była następująca:
- Kały[29], Łagiewniki i Modrzew[30] – parafia św. Katarzyny w Zgierzu
- Moskule[31] – parafia św. Jana Chrzciciela[32] w Dobrej
- Chojny Duże, Chojny Małe, Stoki, Wola Mieczkowa (późniejsza Sikawa) i Wola Stokowska[33] – parafia św. Doroty w Mileszkach
- Chachuła Młyn[34], Chocianowice, Retkinia i Ruda Pabianicka – parafia św. Mateusza w Pabianicach.

W 1676 w Łagiewnikach powstała niewielka drewniana kaplica. Niedługo potem w to miejsce (uchodzące wówczas za cudowne, do którego coraz liczniej ściągały pielgrzymki) sprowadzono franciszkanów. Murowany kościół i klasztor zakonnicy postawili już w latach 20. XVIII w. Jednak, na skutek braku zgody parafii zgierskiej, łagiewnicka świątynia rangę kościoła parafialnego zyskała dopiero w 1902.
W 1860 w Łodzi było ponad 30 tys. ludności. Jedyny istniejący na Starym Mieście kościół, gabarytami przypominał bardziej siedzibę wiejskiej parafii i nie wystarczał na potrzeby sporego już miasta. Z tego też względu, postanowiono wznieść kolejną świątynię. Z racji silnych reperkusji nastałych po powstaniu styczniowym ze strony władzy carskiej wobec miejscowej polskiej ludności, budowa pierwszego murowanego, katolickiego kościoła w Łodzi – pw. Podwyższenia Krzyża Świętego u zbiegu ulic Dzikiej (obecnie Sienkiewicza) i Przejazd (obecnie Tuwima) – trwała aż 20 lat. Natomiast parafię erygowano tam w 1885. Do tego czasu, od początku budowy nowego kościoła, Łodzi przybyło aż 200 tys. mieszkańców. Dlatego też, mimo iż było to miasto niejednolite wyznaniowo (katolicy stanowili tylko połowę ogółu ludności), dotychczasowe dwie świątynie nie wystarczały.
W 1888 przystąpiono do budowy nowego kościoła NMP na Starym Mieście. Znajdującą się tam do tej pory, drewnianą świątynię przeniesiono na czas budowy na teren dawnego cmentarza, przy drodze do wsi Retkinia (obecnie przy ul. Ogrodowej). Po oddaniu nowego, neogotyckiego kościoła, władza rosyjska nakazywała rozebranie starego. Jednak ostatecznie, dzięki zastosowaniu fortelu, udało się tego uniknąć.
W 1892 arcybiskup warszawski Wincenty Teofil Popiel erygował nową parafię w Chojnach przy dotychczasowej kaplicy filialnej parafii Mileszki.
W latach 1901–1912 przy ul. Piotrkowskiej zbudowano w Łodzi kolejny kościół pw. św. Stanisława Kostki (później podniesiony do miana bazyliki katedralnej, a potem archikatedralnej).
Jeszcze przed końcem wieku XIX Juliusz Kunitzer, właściciel „Widzewskiej Manufaktury”, stworzył ideę wybudowania kościoła pośród nowego robotniczego osiedla w Widzewie (wówczas jeszcze na przedmieściach Łodzi). Pomimo opracowania stosownego projektu do budowy nie doszło. Niebawem jednak postanowiono zakupić drewniany pawilon, wzniesiony przy okazji Łódzkiej Wystawy Przemysłowej w 1896, by ustawić go w Widzewie jako kościół tymczasowy. Po przystosowaniu budynku do pełnienia nowej funkcji, 25 maja 1902 odbyło się poświęcenie świątyni. Kościołowi nadano wezwanie św. Kazimierza. Stał się on filią parafii Podwyższenia Świętego Krzyża. Aktu poświęcenia dokonał ks. Karol Szmidel, proboszcz parafii świętokrzyskiej.
W latach 1904–1906 w parafii Podwyższenia Świętego Krzyża wybudowano kolejną filialną świątynię. Był to niewielki, murowany kościół pw. św. Anny. W tym samym czasie Zgromadzenie Braci Dolorystów wybudowało jednonawową świątynię (w stylu zakopiańskim) na Bałutach. Kościół ten ustanowiono filią parafii Wniebowzięcia Najświętszej Maryi Panny.
Po wielu staraniach w 1909 carski rząd zgodził się na powołanie w Łodzi trzech nowych parafii. 29 grudnia 1909 arcybiskup Chościak Popiel erygował parafie: św. Józefa, św. Stanisława Kostki i św. Anny. Natomiast 5 kwietnia 1911 przy tymczasowym kościele św. Kazimierza udało się utworzyć nową parafię.
Skutkiem wieloletnich zabiegów mieszkańców Retkini, których kościół parafialny św. Mateusza w Pabianicach był oddalony od wsi o 10 km, biskup diecezji kujawsko-kaliskiej Stanisław Zdzitowiecki dekretem z 18 maja 1910 powołał parafię w Retkini przy istniejącej od 1907 tymczasowej kaplicy filialnej, obok której wybudowano niedługo potem kościół.
W 1912 mieszkańcy podłódzkiego Julianowa zniecierpliwieni przedłużającymi się formalnościami, związanymi z budową kościoła na terenie podarowanym wcześniej na ten cel przez Juliusza Heinzla postanowili zakupić drewniany budynek, który powstał na wystawę przemysłową, zorganizowaną w Helenowie. Po przeprowadzeniu odpowiedniej adaptacji dokonano poświęcenia kościoła. Świątynia ta stała się kolejną filią parafii Wniebowzięcia Najświętszej Maryi Panny.
7 czerwca 1915 biskup Zdzitowiecki erygował w Łodzi dwie nowe parafie. Pierwsza, wydzielona z parafii Najświętszej Maryi Panny, powstała przy kościele na Julianowie, otrzymując wezwanie Najświętszego Serca Jezusowego. Drugą utworzono przy niewielkiej kaplicy, dotychczas filii parafii św. Wojciecha w Chojnach. Parafii tej nadano wezwanie Przemienienia Pańskiego.
W 1917 biskup Zdzitowiecki powołał parafię w Rudzie Pabianickiej przy istniejącej od 1914 kaplicy filialnej kościoła św. Mateusza w Pabianicach.

## Utworzenie diecezji łódzkiej

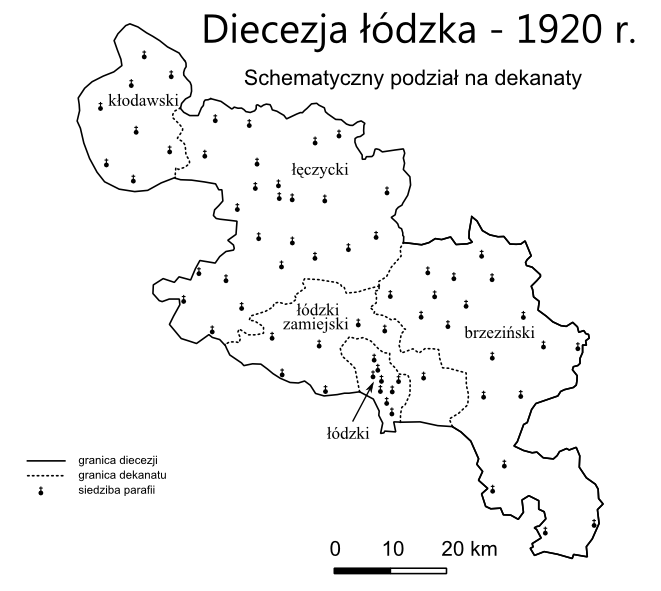
Diecezja łódzka – podział na dekanaty w 1920

Mimo iż warszawski arcybiskup Aleksander Kakowski już od swego wyboru w 1913 zabiegał o utworzenie łódzkiej diecezji, na skutek działań wojennych oraz braku zgody co do przebiegu granic wśród biskupów episkopatu, udało się to dopiero 10 grudnia 1920. Odradzająca się po wojnie Łódź liczyła już ponad 450 tys. ludności. Wtedy to papież Benedykt XV bullą Christi Domini qui esse bonum pastorem powołał do życia nową diecezję, stanowiącą pięć, wyłączonych z zachodniej części archidiecezji warszawskiej, dekanatów (dwa łódzkie: miejski i zamiejski oraz brzeziński, kłodawski i łęczycki), na które złożyło się: 67 parafii, 126 księży i ponad pół miliona wiernych. Do czasu nominacji ordynariusza administratorem apostolskim diecezji łódzkiej był kardynał Aleksander Kakowski. 11 kwietnia 1921 papież Benedykt XV dotychczasowego proboszcza parafii św. Stanisława Kostki ks. Wincentego Tymienieckiego mianował pierwszym ordynariuszem łódzkim

### Parafie, które weszły w skład diecezji łódzkiej w 1920
|     | Dekanat brzeziński           |                     |           |                                |
|     | Wezwanie                     | Miejscowość         | Powstanie | Erygował                       |
| 1.  | Narodzenia NMP               | Będków              | 1523      | Jan Łaski                      |
| 2.  | św. Augustyna                | Bratoszewice        | 1525      | Jan Łaski                      |
| 3.  | Podwyższenia Świętego Krzyża | Brzeziny            | 1139      | Jakub ze Żnina                 |
| 4.  | św. Małgorzaty               | Chorzęcin           | ok. 1260  | Janusz                         |
| 5.  | św. Andrzeja Apostoła        | Dmosin              | XV w.     | Wojciech Jastrzębiec           |
| 6.  | św. Jana Chrzciciela         | Dobra               | XV w.     | Wojciech Jastrzębiec           |
| 7.  | Świętej Trójcy               | Gałków              | 1636      | Jan Wężyk                      |
| 8.  | św. Jakuba Apostoła          | Głowno              | 1649      | Maciej Łubieński               |
| 9.  | św. Józefa                   | Jeżów               | ok. 1273  | vakat na stolicy arcybiskupiej |
| 10. | Niepokalanego Poczęcia NMP   | Koluszki            | 1904      | Wincenty Teofil Popiel         |
| 11. | Wszystkich Świętych          | Kołacinek           | XIV w.    | Jarosław z Bogorii i Skotnik   |
| 12. | św. Szczepana                | Koźle               | XV w.     | Jakub z Sienna                 |
| 13. | MB Różańcowej                | Łaznów              | 1431      | Wojciech Jastrzębiec           |
| 14. | św. Wojciecha                | Niesułków           | XIII w.   | Jakub Świnka                   |
| 15. | Wniebowzięcia NMP            | Stare Skoszewy      | 1426      | Wojciech Jastrzębiec           |
| 16. | św. Marcina                  | Stryków             | XIV w.    | Jarosław z Bogorii i Skotnik   |
| 17. | św. Stanisława Biskupa       | Szczawin            | XV w.     | Wojciech Jastrzębiec           |
| 18. | św. Antoniego                | Tomaszów Mazowiecki | 1826      | Wojciech Józef Skarszewski     |
| 19. | św. Wojciecha                | Ujazd               | 1429      | Wojciech Jastrzębiec           |

|    | Dekanat kłodawski      |                       |           |
|    | Wezwanie               | Miejscowość           | Powstanie |
| 1. | św. Dominika           | Bierzwienna Długa     | ?         |
| 2. | Wniebowzięcia NMP      | Borysławice Kościelne | XVIII w.  |
| 3. | Narodzenia NMP         | Chełmno nad Nerem     | ?         |
| 4. | św. Mikołaja           | Dąbie                 | XVII w.   |
| 5. | Wniebowzięcia NMP      | Grzegorzew            | ?         |
| 6. | Wniebowzięcia NMP      | Kłodawa               | XI/XII w. |
| 7. | św. Rozalii            | Pieczew               | XVIII w.  |
| 8. | św. Michała Archanioła | Umień                 | XVII w.   |

|     | Dekanat łęczycki                    |                         |           |                              |
|     | Wezwanie                            | Miejscowość             | Powstanie | Erygował                     |
| 1.  | Najświętszego Serca Jezusowego      | Błonie                  | 1373      | Jarosław z Bogorii i Skotnik |
| 2.  | św. Mateusza Apostoła               | Dalików                 | ok. 1431  | Wojciech Jastrzębiec         |
| 3.  | św. Floriana                        | Domaniew                | XIV w.    | Jarosław z Bogorii i Skotnik |
| 4.  | Wszystkich Świętych                 | Gieczno                 | XV w.     | Mikołaj Trąba                |
| 5.  | św. Małgorzaty                      | Góra Świętej Małgorzaty | XIII w.   | Pełka                        |
| 6.  | św. Stanisława Biskupa i Męczennika | Grabów                  | XV w.     | Wojciech Jastrzębiec         |
| 7.  | św. Mikołaja                        | Kałów                   | 1451      | Władysław Oporowski          |
| 8.  | św. Marii Magdaleny                 | Leźnica Mała            | XV w.     | Wojciech Jastrzębiec         |
| 9.  | św. Jakuba Apostoła                 | Leźnica Wielka          | XV w.     | Wojciech Jastrzębiec         |
| 10. | św. Andrzeja Apostoła               | Łęczyca                 | XIII w.   | Jakub Świnka                 |
| 11. | św. Jana Chrzciciela                | Mazew                   | XIV w.    | Jarosław z Bogorii i Skotnik |
| 12. | Bożego Ciała                        | Modlna                  | XV w.     | Mikołaj Trąba                |
| 13. | św. Józefa                          | Ozorków                 | 1660      | Wacław Leszczyński           |
| 14. | Wniebowzięcia NMP                   | Parzęczew               | XV w.     | Wojciech Jastrzębiec         |
| 15. | Świętej Trójcy                      | Piątek                  | XIII w.   | Jakub Świnka                 |
| 16. | św. Katarzyny                       | Poddębice               | 1443      | Wincenty Kot                 |
| 17. | św. Marcina                         | Siedlec                 | XIV w.    | Jarosław z Bogorii i Skotnik |
| 18. | św. Mateusza i św. Rocha            | Sobótka                 | XIV w.    | Jarosław z Bogorii i Skotnik |
| 19. | św. Wawrzyńca                       | Solca Wielka            | XIV w.    | Jarosław z Bogorii i Skotnik |
| 20. | św. Bartłomieja                     | Strzegocin              | XIV w.    | Jarosław z Bogorii i Skotnik |
| 21. | św. Bartłomieja Apostoła            | Topola Królewska        | 1300      | Jakub Świnka                 |
| 22. | NMP Królowej Polski                 | Tum                     | XIII w.   | Pełka                        |
| 23. | św. Apostołów Piotra i Pawła        | Tur                     | XIV w.    | Bodzanta                     |
| 24. | św. Katarzyny                       | Witonia                 | XIV w.    | Jarosław z Bogorii i Skotnik |

|    | Dekanat łódzki                 |             |           |                        |
|    | Wezwanie                       | Miejscowość | Powstanie | Erygował               |
| 1. | św. Wojciecha                  | Chojny      | 1892      | Wincenty Teofil Popiel |
| 2. | Najświętszego Serca Jezusowego | Łódź        | 1915      | Stanisław Zdzitowiecki |
| 3. | Podwyższenia Świętego Krzyża   | Łódź        | 1885      | Wincenty Teofil Popiel |
| 4. | Przemienienia Pańskiego        | Łódź        | 1915      | Stanisław Zdzitowiecki |
| 5. | św. Anny                       | Łódź        | 1909      | Wincenty Teofil Popiel |
| 6. | św. Józefa                     | Łódź        | 1909      | Wincenty Teofil Popiel |
| 7. | św. Kazimierza                 | Łódź        | 1911      | Wincenty Teofil Popiel |
| 8. | św. Stanisława Kostki          | Łódź        | 1909      | Wincenty Teofil Popiel |
| 9. | Wniebowzięcia NMP              | Łódź        | 1424?     | ?                      |

|    | Dekanat łódzki zamiejski |                     |              |                             |
|    | Wezwanie                 | Miejscowość         | Powstanie    | Erygował                    |
| 1. | św. Rafała               | Aleksandrów Łódzki  | 1818         | Franciszek Malczewski       |
| 2. | Wszystkich Świętych      | Bełdów              | 1526         | Jan Łaski                   |
| 3. | św. Jana Chrzciciela     | Kazimierz           | XIII w.      | Jakub Świnka                |
| 4. | Narodzenia NMP           | Konstantynów Łódzki | 1858         | Antoni Melchior Fijałkowski |
| 5. | św. Antoniego            | Łagiewniki          | 1902         | Wincenty Teofil Popiel      |
| 6. | św. Doroty               | Mileszki            | przed XIV w. | ?                           |
| 7. | św. Katarzyny            | Zgierz              | XIII w.      | Pełka                       |

Dla lepszej organizacji pracy w tworzącej się diecezji zniesiono dekanat łódzki zamiejski, w którego miejsce reaktywowano dekanat zgierski oraz z sześciu parafii dekanatu brzezińskiego utworzono dekanat tomaszowski.

## Powiększenie obszaru diecezji

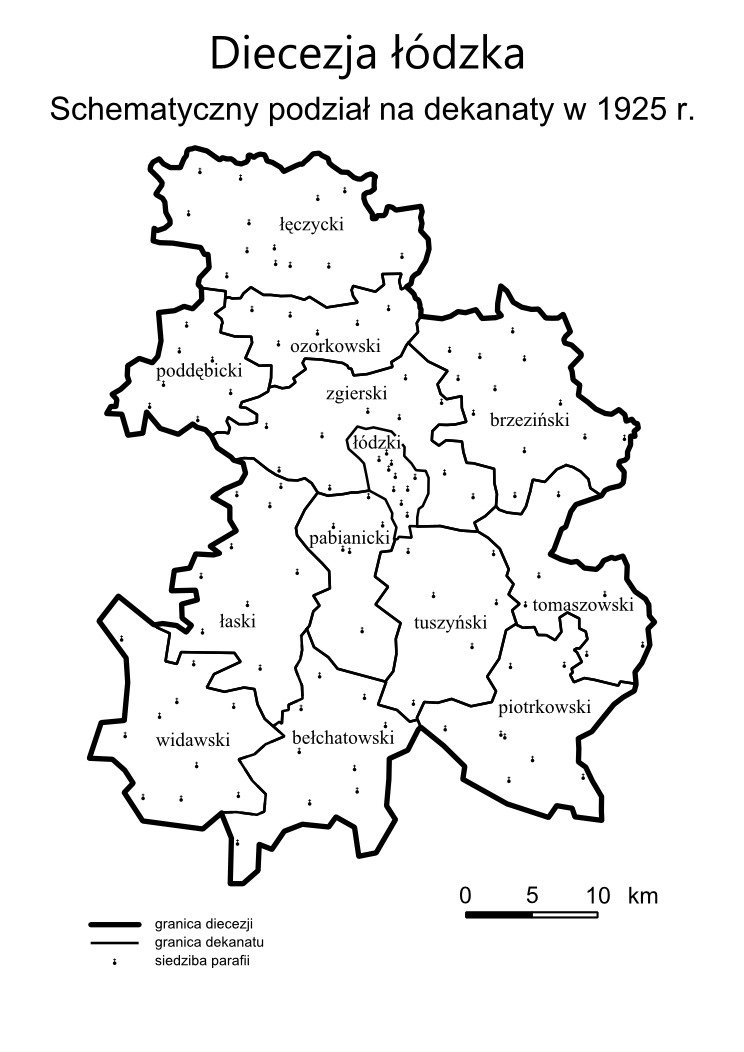
Diecezja łódzka – podział na dekanaty w 1925

Diecezja łódzka, która powstała tylko z terenów dotychczas należących do archidiecezji warszawskiej, początkowo posiadała niezbyt formeny kształt. Jej siedziba – Łódź – usytuowana była bowiem na południowym skraju, tuż przy granicy z diecezją kujawsko-kaliską. Parafie, obecnie znajdujące się w granicach administracyjnych Łodzi, wtedy zawierające obszary podłódzkich wsi, Retkini i Rudy Pabianickiej (od 1923 miasta), podlegały oddalonemu o ponad 100 km biskupstwu we Włocławku. Istniała więc możliwość usprawnienia funkcjonowania kościelnej administracji na tych terenach poprzez przyłączenie ich do pobliskiej, nowej diecezji.
W 1925 papież Pius XI wprowadził bullą Vixdum Poloniae unitas nową administrację w polskim kościele. Wynikiem tego było poszerzenie diecezji łódzkiej o sześć, dotychczas należących do diecezji kujawsko-kaliskiej, dekanatów (bełchatowski, łaski, pabianicki, piotrkowski, tuszyński i widawski). Dodatkowo przydzielono jeszcze dwie parafie z dekanatu uniejowskiego (Bałdrzychów i Wartkowice) oraz dwie wsie z parafii Stary Waliszew w archidiecezji warszawskiej (Antoniew i Dąbrowa). Jednocześnie z diecezji łódzkiej do diecezji włocławskiej przeniesiono dekanat kłodawski, który znajdował się bliżej Włocławka niż Łodzi. Dla ułatwienia pracy duszpasterskiej skorygowano wewnętrzną strukturę łódzkiej diecezji, powołując dwa nowe dekanaty: ozorkowski i poddębicki. Po tych zmianach diecezja łódzka liczyła blisko milion wiernych, zamieszkałych na powierzchni 7450 km². Podzielona była na 13 dekanatów i 112 parafii, w których pracowało 193 księży.
Ponieważ diecezja łódzka stała się jedną z większych pod względem liczby mieszkańców w ówczesnej Polsce, decyzją Piusa XI w 1927 pierwszym łódzkim biskupem pomocniczym (sufraganem) został ks. Kazimierz Tomczak.

### Parafie włączone do diecezji łódzkiej w 1925
|    | Dekanat bełchatowski           |             |              |            |                                   |
|    | Wezwanie                       | Miejscowość | Wiernych     | Powstanie  | Erygował                          |
| 1. | Narodzenia NMP                 | Bełchatów   | ok. 4,5 tys. | 25 VI 1893 | Aleksander Kazimierz Bereśniewicz |
| 2. | św. Michała Archanioła         | Chabielice  | ok. 4,6 tys. | 1649       | Maciej Łubieński                  |
| 3. | św. Rocha                      | Drużbice    | ok. 5,8 tys. | 1688       | Michał Stefan Radziejowski        |
| 4. | Wszystkich Świętych            | Grocholice  | ok. 5,1 tys. | 1230       | Wincenty z Niałka                 |
| 5. | Świętej Trójcy                 | Kaszewice   | ok. 3 tys.   | 1862       | Jan Michał Marszewski             |
| 6. | św. Teodora                    | Kociszew    | ok. 2,5 tys. | 1789       | Michał Jerzy Poniatowski          |
| 7. | św. Wawrzyńca                  | Łobudzice   | ok. 5 tys.   | 1488       | Zbigniew Oleśnicki                |
| 8. | Najświętszego Serca Jezusowego | Parzno      | ok. 6,8 tys. | 1176       | Jan Gryfita                       |
| 9. | św. Ignacego z Loyoli          | Suchcice    | ok. 1,6 tys. | 1780       | Antoni Kazimierz Ostrowski        |

|    | Dekanat łaski              |               |              |            |                              |
|    | Wezwanie                   | Miejscowość   | Wiernych     | Powstanie  | Erygował                     |
| 1. | św. Stanisława Biskupa     | Borszewice    | ok. 3,5 tys. | XV w.      | Mikołaj Trąba                |
| 2. | św. Jana Chrzciciela       | Buczek        | ok. 4,1 tys. | XIV w.     | Jarosław z Bogorii i Skotnik |
| 3. | św. Wojciecha              | Dobroń        | ok. 3,8 tys. | 23 VI 1780 | Antoni Kazimierz Ostrowski   |
| 4. | św. Mikołaja               | Kwiatkowice   | ok. 2 tys.   | XIV w.     | Jarosław z Bogorii i Skotnik |
| 5. | MB Szkaplerznej            | Lutomiersk    | b.d.         | 1283       | Jakub Świnka                 |
| 6. | Niepokalanego Poczęcia NMP | Łask          | ok. 7,2 tys. | 17 IV 1366 | Jarosław z Bogorii i Skotnik |
| 7. | Wniebowzięcia NMP          | Marzenin      | ok. 5,1 tys. | XIII w.    | Jakub Świnka                 |
| 8. | Narodzenia NMP             | Mikołajewice  | ok. 3,1 tys. | 1420       | Mikołaj Trąba                |
| 9. | św. Anny                   | Wrzeszczewice | ok. 1,6 tys. | 1920       | Stanisław Zdzitowiecki       |

|    | Dekanat pabianicki             |                  |               |             |                              |
|    | Wezwanie                       | Miejscowość      | Wiernych      | Powstanie   | Erygował                     |
| 1. | Najświętszego Serca Jezusowego | Dłutów           | ok. 7,2 tys.  | 1541        | Piotr Gamrat                 |
| 2. | św. Marcina                    | Górka Pabianicka | ok. 2,8 tys.  | XIV w.      | Jarosław z Bogorii i Skotnik |
| 3. | NMP Różańcowej                 | Pabianice        | ok. 16,5 tys. | 20 XII 1906 | Stanisław Zdzitowiecki       |
| 4. | św. Mateusza                   | Pabianice        | ok. 10 tys.   | XII w.      | Bogumił z Dobrowa            |
| 5. | Najświętszego Serca Jezusowego | Retkinia         | ok. 2,2 tys.  | 1910        | Stanisław Zdzitowiecki       |
| 6. | św. Józefa                     | Ruda Pabianicka  | ok. 4,2 tys.  | 1917        | Stanisław Zdzitowiecki       |

|    | Dekanat piotrkowski          |                      |               |           |                        |
|    | Wezwanie                     | Miejscowość          | Wiernych      | Powstanie | Erygował               |
| 1. | św. Mikołaja                 | Gomulin              | ok. 1,5 tys.  | 7 IV 1631 | Jan Wężyk              |
| 2. | Opieki św. Józefa            | Milejów              | ok. 5,3 tys.  | XIII w.   | Jakub Świnka           |
| 3. | Podwyższenia Świętego Krzyża | Moszczenica          | ok. 2, 2 tys. | XV w.     | Mikołaj Trąba          |
| 4. | św. Jacka                    | Piotrków Trybunalski | ok. 14 tys.   | 1922      | Stanisław Zdzitowiecki |
| 5. | św. Jakuba Apostoła          | Piotrków Trybunalski | ok. 13 tys.   | ok. 1175  | Zdzisław               |
| 6. | św. Floriana                 | Sulejów              | ok. 8,3 tys.  | 1184      | Zdzisław               |
| 7. | św. Małgorzaty               | Witów                | ok. 2,4 tys.  | 1825      | Józef Szczepan Koźmian |
| 8. | św. Mikołaja                 | Wolbórz              | ok. 13,4 tys. | XII w.    | Jakub ze Żnina         |

|    | Dekanat tuszyński              |             |              |             |                              |
|    | Wezwanie                       | Miejscowość | Wiernych     | Powstanie   | Erygował                     |
| 1. | Wniebowzięcia NMP              | Czarnocin   | ok. 4,5 tys. | 23 IV 1289  | Jakub Świnka                 |
| 2. | św. Wojciecha                  | Krzepczów   | ok. 4,3 tys. | 8 VIII 1526 | Jan Łaski                    |
| 3. | Najświętszego Serca Jezusowego | Kurowice    | ok. 4,5 tys. | 1635        | Jan Wężyk                    |
| 4. | św. Stanisława Biskupa         | Rzgów       | ok. 5,2 tys. | 28 III 1469 | Jan Gruszczyński             |
| 5. | św. Benedykta                  | Srock       | ok. 8,2 tys. | XV w.       | Mikołaj Trąba                |
| 6. | św. Witalisa                   | Tuszyn      | ok. 8,6 tys. | 1345        | Jarosław z Bogorii i Skotnik |

|     | Dekanat widawski             |              |              |              |                              |
|     | Wezwanie                     | Miejscowość  | Wiernych     | Powstanie    | Erygował                     |
| 1.  | św. Jana Chrzciciela         | Brzyków      | ok. 3,6 tys. | XV w.        | Wincenty Kot                 |
| 2.  | św. Wacława                  | Grabno       | ok. 3 tys.   | 1371         | Jarosław z Bogorii i Skotnik |
| 3.  | św. Andrzeja Apostoła        | Restarzew    | ok. 4,2 tys. | XIV w.       | Jakub Świnka                 |
| 4.  | Nawiedzenia NMP              | Rusiec       | ok. 2,8 tys. | 8 XII 1643   | Maciej Łubieński             |
| 5.  | św. Marii Magdaleny          | Sędziejowice | ok. 2 tys.   | XIII w.      | Pełka                        |
| 6.  | św. Urszuli                  | Strońsko     | ok. 5,6 tys. | XIII w.      | Pełka                        |
| 7.  | Narodzenia NMP               | Szczerców    | ok. 4 tys.   | 8 IX 1367    | Jarosław z Bogorii i Skotnik |
| 8.  | Podwyższenia Świętego Krzyża | Widawa       | ok. 8,9 tys. | 1417         | Mikołaj Trąba                |
| 9.  | św. Rocha                    | Wola Wiązowa | ok. 2,3 tys. | 1815         | Franciszek Malczewski        |
| 10. | Nawrócenia św. Pawła         | Wygiełzów    | ok. 4 tys.   | I poł. XV w. | Wojciech Jastrzębiec         |

|    | Z dekanatu uniejowskiego |             |              |           |                      |
|    | Wezwanie                 | Miejscowość | Wiernych     | Powstanie | Erygował             |
| 1. | św. Idziego              | Bałdrzychów | ok. 2,2 tys. | XII w.    | Bogumił z Dobrowa    |
| 2. | św. Anny                 | Wartkowice  | ok. 3,1 tys. | XV w.     | Wojciech Jastrzębiec |

## Ordynariuszełódzcy

### Wincenty Tymieniecki
Biskup Tymieniecki zaraz po swym ingresie w łódzkiej katedrze zabrał się za stworzenie koniecznych dla funkcjonowania diecezji instytucji: kurii, sądu biskupiego oraz wyższego seminarium duchownego. Działał szeroko na polu duszpasterskim i społecznym. Dbał o odpowiednią formację nie tylko kandydatów na kapłanów, ale też nie zapominał o kształceniu ustawicznym i organizował zajęcia doszkalające dla wszystkich księży. Zbudował podwaliny do rozwoju, zreszczającej we wspólnotę laikat, Akcji Katolickiej. Troszczył się o najbiedniejszych, tworząc instytucje charytatywne, niosące im pomoc. Nie był mu obojętny problem wielkiego przeludnienia w Łodzi, z jakim władze miasta nieustannie się borykały. Podjął inicjatywę budowy osiedla mieszkaniowego (liczącego około 100 domów), przeznaczonego dla niezamożnych robotników. Preferencyjne warunki kredytowe oraz możliwość odpracowania na budowie części zobowiązań sprawiły, że własne lokum mogli otrzymać ci, którzy w innym przypadku nie mieliby na to szans. W czasie swych rządów w diecezji ówczesny ordynariusz erygował 21 nowych parafii i jedną (w Stróży) reaktywował. Zmarł w 1934. Jego pogrzeb był bardzo uroczysty. Żegnały go z wielkim żalem tłumy łodzian.
|     | Parafie utworzone przez bp. Tymienieckiego |                      |              |
|     | Wezwanie                                   | Miejscowość          | Powstanie    |
| 1.  | Wniebowzięcia NMP                          | Rogów                | 25 II 1923   |
| 2.  | św. Antoniego                              | Łódź                 | 5 VIII 1924  |
| 3.  | MB Królowej Polski                         | Bedoń                | 1925         |
| 4.  | MB Zwycięskiej                             | Łódź                 | 1 VII 1926   |
| 5.  | Ścięcia św. Jana Chrzciciela               | Budzynek             | 1926         |
| 6.  | MB Częstochowskiej                         | Zelów                | 9 VIII 1926  |
| 7.  | świętych Apostołów Piotra i Pawła          | Biała                | 8 XI 1927    |
| 8.  | św. Kazimierza                             | Stróża               | 10 XII 1927  |
| 9.  | św. Teresy z Lisieux                       | Łódź                 | 19 VII 1928  |
| 10. | NSJ                                        | Tomaszów Mazowiecki  | 1 I 1929     |
| 11. | Świętej Rodziny                            | Rokiciny-Kolonia     | 1 I 1929     |
| 12. | NSJ                                        | Piotrków Trybunalski | 1929         |
| 13. | MB Częstochowskiej                         | Żeronie              | 6 VIII 1929  |
| 14. | NMP Królowej Polski                        | Wola Kamocka         | 17 VII 1929  |
| 15. | św. Jana Chrzciciela                       | Jagodnica-Złotno     | 1 I 1930     |
| 16. | świętych Apostołów Piotra i Pawła          | Łódź                 | 6 IV 1930    |
| 17. | Narodzenia NMP                             | Łękawa               | 1931         |
| 18. | MB Różańcowej                              | Stoki-Sikawa         | 15 IV 1932   |
| 19. | św. Franciszka                             | Łódź                 | 26 VIII 1932 |
| 20. | Najświętszego Zbawiciela                   | Łódź                 | 17 IX 1932   |
| 21. | Opatrzności Bożej                          | Łódź                 | 9 X 1932     |
| 22. | MB Częstochowskiej                         | Ksawerów             | 15 VII 1933  |

3 maja 1930 Pius XI dekretem Ad utilius consulendum dokonał nieznacznej zmiany granic diecezji łódzkiej – przyłączając do niej z obszaru archidiecezji warszawskiej (z parafii Budziszewice) dwie wsie (Albertów i Jankówek), które znalazły się w (powołanej przez biskupa Tymienieckiego w 1929) parafii w Rokicinach.

### Włodzimierz Jasiński
Nowym ordynariuszem łódzkim po biskupie Tymienieckim został ks. Jasiński. Dzieła swego poprzednika uzupełnił stworzeniem diecezjalnego muzeum i archiwum. Ponadto jeszcze przed wojną, powołał dekanat konstantynowski i odtworzył dekanat strykowski. Nie erygował natomiast żadnej nowej parafii.
Czas, w którym pełnił swą posługę, okazał się dla łódzkiego Kościoła bardzo dramatycznym. Po wybuchu II wojny światowej okupanci zajęli wiele kościołów, które przekształcili na magazyny. W samej Łodzi w czasie wojny czynne pozostały tylko trzy świątynie, w tym jedna przeznaczona dla katolików narodowości niemieckiej. Licznym księżom nakazano opuszczenie parafii. Niektórych wywieziono do obozu w Dachau. W sumie, w latach 1939–1945, z diecezji łódzkiej w wyniku zdarzeń wojennych zginęło 155 księży.
Po zakończeniu działań wojennych i przywróceniu struktury diecezji do możliwego wówczas poziomu normalności, pod koniec 1946 bp Jasiński złożył rezygnację ze swego urzędu. Jego następcą został ks. Michał Klepacz.

### Michał Klepacz
Ks. Klepacz przybył do Łodzi z Białegostoku, gdzie po wojnie wykładał w seminarium. W latach 1948 i 1958 zorganizował synody diecezjalne, które miały uszczegółowić lokalne przepisy kościelne, a jednocześnie zwiększyć wśród wszystkich poziom odpowiedzialności za Kościół.
Dwóm dekadom jego biskupstwa w Łodzi towarzyszyły silne represje władz komunistycznych. W latach 1953–1956, gdy Prymas Polski kardynał Stefan Wyszyński był internowany, biskup Klepacz na żądanie władz PRL pełnił obowiązki przewodniczącego Konferencji Episkopatu Polski. W zastępstwie za prymasa poprowadził Jasnogórskie Śluby Narodu Polskiego.
Gdy po wojnie biskup Tomczak sprawował jednocześnie funkcję proboszcza parafii Podwyższenia Świętego Krzyża, nie mógł w pełni pomagać bp. Klepaczowi. Było to też spowodowane jego niewzruszoną postawą względem ówczesnej władzy państwowej. W takiej sytuacji na wsparcie łódzkiemu ordynariuszowi papież powołał w 1957 nowego sufragana, wywodzącego się z łódzkiej diecezji ks. Jana Fondalińskiego, dotychczasowego ojca duchownego łódzkiego seminarium. Dla silnie rozwijającej się wówczas Łodzi, wciąż jednak to było za mało. Dlatego zdecydowano przydzielić kolejnych biskupów pomocniczych. Zostali nimi: w 1959 ks. Jan Kulik (kanclerz kurii biskupiej) i w 1963 zaledwie trzydiestoczteroletni Bohdana Bejze (wykładowca w seminarium).
Biskup Klepacz w diecezji miał duże problemy z powoływaniem nowych parafii. W samej Łodzi erygował ich tylko 4, a powstały one przy istniejących już od dłuższego czasu świątyniach. W sumie ustanowił czternaście nowych parafii i jedną (w Pożdżenicach) reaktywował. Po jego śmierci w styczniu 1967, tymczasowo, do momentu wyboru nowego łódzkiego ordynariusza, rządy w diecezji objął wikariusz kapitularny, bp Jan Kulik.
|     | Parafie utworzone przez bp. Klepacza |                     |             |
|     | Wezwanie                             | Miejscowość         | Powstanie   |
| 1.  | św. Andrzeja Boboli                  | Nowosolna           | 1947        |
| 2.  | św. Jana Chrzciciela                 | Świny               | 1947        |
| 3.  | Najświętszego Serca Jezusowego       | Karsznice           | 28 IX 1947  |
| 4.  | Zesłania Ducha Świętego              | Łódź                | 16 I 1948   |
| 5.  | MB Dobrej Rady                       | Zgierz              | 17 IV 1948  |
| 6.  | MB Nieustającej Pomocy               | Łódź                | 5 VII 1948  |
| 7.  | Wniebowzięcia NMP                    | Kolumna             | 8 II 1949   |
| 8.  | Najświętszego Imienia Jezus          | Łódź                | 1950        |
| 9.  | św. Józefa                           | Dąbrowa-Pawlikowice | 29 X 1950   |
| 10. | Najświętszego Serca Jezusowego       | Kaletnik            | 30 VII 1951 |
| 11. | Niepokalanego Poczęcia NMP           | Grotniki            | 23 IX 1951  |
| 12. | Dobrego Pasterza                     | Łódź                | 5 VIII 1952 |
| 13. | św. Barbary                          | Głowno              | 6 XII 1952  |
| 14. | św. Kazimierza                       | Pożdżenice          | 1958        |
| 15. | NMP Królowej Polski                  | Tomaszów Mazowiecki | 31 I 1960   |

### Józef Rozwadowski
Jesienią 1968 łódzkim ordynariuszem został ks. Józef Rozwadowski, dotychczasowy wykładowca krakowskiego seminarium i Uniwersytetu Jagiellońskiego. Konsekrował go na Jasnej Górze kardynał Karol Wojtyła. W trakcie swej siedemnastoletniej posługi erygował w diecezji 27 parafii. Przewodniczył uroczystym obchodom 50. lecia diecezji. Rozbudował strukturę kościelną, powołując diecezjalną radę kapłańską i kolegium konsultorów. W 1980 konsekrował kolejnego łódzkiego biskupa pomocniczego, ks. Władysław Ziółka (dotychczasowego kanclerza łódzkiego kurii). Na początku 1986 przeszedł na emeryturę, a jego następcą został obrany biskup Ziółek. Bp Rozwadowski zmarł w 1996.
|     | Parafie utworzone przez bp. Rozwadowskiego |                      |              |
|     | Wezwanie                                   | Miejscowość          | Powstanie    |
| 1.  | św. Floriana                               | Pabianice            | 2 VIII 1969  |
| 2.  | MB Bolesnej                                | Łódź                 | 6 VII 1972   |
| 3.  | Chrystusa Króla                            | Zgierz               | 30 I 1974    |
| 4.  | Nawiedzenia NMP                            | Konstantynów Łódzki  | 10 II 1974   |
| 5.  | św. Elżbiety                               | Łódź                 | 20 XI 1974   |
| 6.  | Opieki św. Józefa i MB z Góry Karmel       | Łódź                 | 26 XI 1974   |
| 7.  | bł. Maksymiliana Kolbego                   | Baby                 | 4 IV 1976    |
| 8.  | Nawiedzenia NMP                            | Piotrków Trybunalski | 15 VIII 1976 |
| 9.  | MB Wspomożenia Wiernych                    | Łódź                 | 24 V 1978    |
| 10. | MB Anielskiej                              | Łódź                 | 2 VIII 1978  |
| 11. | Opieki św. Józefa                          | Leśmierz             | 6 VIII 1978  |
| 12. | Niepokalanego Poczęcia NMP                 | Łęczyca              | 1979         |
| 13. | św. Urszuli Ledóchowskiej                  | Łódź                 | 10 II 1980   |
| 14. | Świętej Rodziny                            | Tomaszów Mazowiecki  | 20 XII 1980  |
| 15. | MB Jasnogórskiej                           | Łódź                 | 1 I 1981     |
| 16. | św. Maksymiliana Kolbego                   | Łódź                 | 12 VI 1981   |
| 17. | św. Maksymiliana Kolbego                   | Pabianice            | 6 VII 1981   |
| 18. | NMP Matki Kościoła                         | Bełchatów            | 15 VIII 1981 |
| 19. | Miłosierdzia Bożego                        | Łódź                 | 17 I 1983    |
| 20. | Chrystusa Króla                            | Łódź                 | 15 II 1983   |
| 21. | NMP Królowej Polski                        | Łódź                 | 15 II 1983   |
| 22. | NMP Królowej Polski                        | Włodzimierzów        | 9 VIII 1983  |
| 23. | Miłosierdzia Bożego                        | Justynów             | 4 V 1984     |
| 24. | św. Rafała Kalinowskiego                   | Wiskitno             | 13 V 1984    |
| 25. | św. Jadwigi                                | Tomaszów Mazowiecki  | 1 VI 1984    |
| 26. | św. Krzysztofa                             | Tuszyn               | 1 IX 1984    |
| 27. | Miłosierdzia Bożego                        | Pabianice            | 8 IX 1984    |

### Władysław Ziółek
Nowy łódzki ordynariusz już w drugim roku swej biskupiej posługi miał okazję przyjmować Jana Pawła II, który odwiedził Łódź w ramach II Krajowego Kongresu Eucharystycznego (13 czerwca 1987).
W trakcie rządów biskupa Ziółka, na przełomie lat 80. i 90., miała miejsce w Polsce transformacja systemowa. Dla Kościoła rzymskokatolickiego nastały lepsze czasy. Wprowadzenie nowych praw dało szansę na odtworzenie organizacji i stowarzyszeń związanych z Kościołem (np. Caritas, Akcja Katolicka).
Odejście epoki PRL umożliwiło znaczącą rozbudowę sieci parafialnej, szczególnie w dużych miastach, gdzie dotychczas władze nie zezwalały na powstawanie nowych parafii. W samej tylko Łodzi, w latach 1987–1989, udało mu się powołać 17 ośrodków parafialnych. Łącznie w latach 1986–2011, Władysław Ziołek erygował 64 parafie.
W 2005 łódzki ordynariusz utworzył przy sanktuarium w Łasku kapitułę kolegiacką, a w 2008 przywrócił godność kolegiaty kościołowi św. Mikołaja w Wolborzu. W 2010 przy tej świątyni odtworzył kapitułę kolegiacką. Przeszedł na emeryturę w 2012, a następnym łódzkim arcybiskupem został bp Marek Jędraszewski.
|     | Parafie utworzone przez (a)bp. Ziółka |                      |              |
|     | Wezwanie                              | Miejscowość          | Powstanie    |
| 1.  | Miłosierdzia Bożego                   | Wola Rakowa          | 1 VI 1986    |
| 2.  | Najświętszej Eucharystii              | Łódź                 | 13 VI 1987   |
| 3.  | Najświętszego Sakramentu              | Łódź                 | 13 VI 1987   |
| 4.  | św. Maksymiliana Kolbego              | Głowno               | 1 IX 1987    |
| 5.  | św. Brata Alberta Chmielowskiego      | Łódź                 | 12 XI 1987   |
| 6.  | NMP Matki Kościoła                    | Okup Wielki          | 2 VII 1988   |
| 7.  | NSJ                                   | Wiewiórczyn          | 31 VII 1988  |
| 8.  | NMP Matki Odkupiciela                 | Łódź                 | 1 IX 1988    |
| 9.  | Chrystusa Odkupiciela                 | Łódź                 | 26 III 1989  |
| 10. | Zmartwychwstania Pańskiego            | Łódź                 | 14 V 1989    |
| 11. | MB Nieustającej Pomocy                | Szydłów              | 1 IX 1989    |
| 12. | św. Franciszka z Asyżu                | Teodory              | 1 IX 1989    |
| 13. | Niepokalanego Serca NMP               | Łódź                 | 28 IX 1989   |
| 14. | Świętej Rodziny                       | Łódź                 | 28 IX 1989   |
| 15. | Miłosierdzia Bożego                   | Bełchatów            | 1 X 1989     |
| 16. | św. Stanisława Kostki                 | Karlin               | 1 X 1989     |
| 17. | MB Fatimskiej                         | Łódź                 | 1 X 1989     |
| 18. | św. Jana Ewangelisty                  | Łódź                 | 1 X 1989     |
| 19. | św. Judy Tadeusza                     | Łódź                 | 1 X 1989     |
| 20. | św. Łukasza i św. Floriana            | Łódź                 | 1 X 1989     |
| 21. | św. Marka                             | Łódź                 | 1 X 1989     |
| 22. | św. Mateusza Ewangelisty              | Łódź                 | 1 X 1989     |
| 23. | św. Michała Archanioła                | Łódź                 | 1 X 1989     |
| 24. | Trójcy Przenajświętszej               | Łódź                 | 1 X 1989     |
| 25. | Wniebowstąpienia Pańskiego            | Łódź                 | 1 X 1989     |
| 26. | Chrystusa Króla Wszechświata          | Pabianice            | 1 X 1989     |
| 27. | Zwiastowania Pańskiego                | Rąbień               | 1 X 1989     |
| 28. | Miłosierdzia Bożego                   | Piotrków Trybunalski | 1 X 1989     |
| 29. | NMP Królowej Pokoju                   | Piotrków Trybunalski | 1 X 1989     |
| 30. | św. Alberta Chmielowskiego            | Piotrków Trybunalski | 1 X 1989     |
| 31. | NMP Różańcowej                        | Zgierz               | 1 X 1989     |
| 32. | Przemienienia Pańskiego               | Dąbrówka Wielka      | 1 I 1990     |
| 33. | św. Wawrzyńca                         | Bujny                | 1 V 1990     |
| 34. | Miłosierdzia Bożego                   | Golesze Duże         | 1 IX 1990    |
| 35. | św. Katarzyny                         | Koluszki             | 1 IX 1990    |
| 36. | Niepokalanego Poczęcia NMP            | Łódź                 | 1 IX 1990    |
| 37. | Zesłania Ducha Świętego               | Aleksandrów Łódzki   | 29 XII 1990  |
| 38. | św. Stanisława Biskupa                | Bełchatów            | 1 IX 1991    |
| 39. | św. Jana Chrzciciela                  | Zgierz               | 1 X 1991     |
| 40. | NMP Królowej Polski                   | Ozorków              | 1 VIII 1992  |
| 41. | św. Józefa Robotnika                  | Konstantynów Łódzki  | 15 VIII 1992 |
| 42. | MB Różańcowej                         | Nowe Chrusty         | 30 VIII 1992 |
| 43. | Najświętszego Imienia Maryi           | Łódź                 | 1 IX 1992    |
| 44. | św. Wincentego Pallottiego            | Łódź                 | 8 XII 1993   |
| 45. | Miłosierdzia Bożego                   | Konstantynów Łódzki  | 19 VIII 1994 |
| 46. | św. Floriana                          | Wadlew               | 28 VIII 1994 |
| 47. | NMP Nieustającej Pomocy               | Andrespol            | 11 IX 1994   |
| 48. | NMP Królowej Pokoju                   | Łódź                 | 24 VI 1996   |
| 49. | św. Faustyny Kowalskiej               | Łask                 | 1 VII 1996   |
| 50. | NMP Łaskawej                          | Łódź                 | 15 VII 1996  |
| 51. | św. Faustyny Kowalskiej               | Łódź                 | 1 IX 1996    |
| 52. | MB Pocieszenia                        | Łódź                 | 30 VII 1997  |
| 53. | MB Królowej                           | Sokolniki-Las        | 1 VII 1998   |
| 54. | Zesłania Ducha Świętego               | Bełchatów            | 21 VIII 1998 |
| 55. | Trójcy Przenajświętszej               | Pabianice            | 1 IX 1998    |
| 56. | Zesłania Ducha Świętego               | Łódź                 | 1 IX 2000    |
| 57. | św. papieża Jana XXIII                | Łódź                 | 10 IX 2000   |
| 58. | św. Ojca Pio                          | Kalonka              | 8 IX 2001    |
| 59. | NMP Królowej Polski                   | Kluki                | 26 VIII 2007 |
| 60. | NMP Nieustającej Pomocy               | Bełchatów            | 1 IX 2007    |
| 61. | NMP Nieustającej Pomocy               | Wola Zaradzyńska     | 27 VI 2008   |
| 62. | św. Franciszka                        | Brzeziny             | 30 XI 2008   |
| 63. | NMP Częstochowskiej                   | Brzeziny             | 1 VII 2010   |
| 64. | św. Jana Pawła II                     | Piotrków Trybunalski | 27 XI 2011   |

### Marek Jędraszewski
11 lipca 2012 papież Benedykt XVI ogłosił nominację poznańskiego biskupa pomocniczego Marka Jędraszewskiego na nowego arcybiskupa łódzkiego. 8 września 2012 odbył się ingres arcybiskupa Jędraszewskiego do łódzkiej katedry; 29 czerwca 2013 podczas uroczystości w bazylice św. Piotra w Rzymie otrzymał on paliusz od papieża Franciszka.
Abp Jędraszewski 30 listopada 2013 – po nominacji papieża Franciszka – został członkiem Kongregacji Wychowania Katolickiego, a 13 marca 2014 wybrano go zastępcą przewodniczącego Konferencji Episkopatu Polski.
11 kwietnia 2015 w łódzkiej bazylice konsekrowano biskupa pomocniczego Marka Marczaka.
8 grudnia 2016 papież Franciszek przeniósł arcybiskupa Marka Jędraszewskiego na urząd arcybiskupa metropolity krakowskiego.

### Grzegorz Ryś
14 września 2017 papież Franciszek powołał na urząd arcybiskupa metropolity łódzkiego dotychczasowego biskupa pomocniczego archidiecezji krakowskiej Grzegorza Rysia. Ingres do bazyliki archikatedralnej św. Stanisława Kostki w Łodzi odbył 4 listopada 2017. 29 czerwca 2018 r. arcybiskup metropolita Grzegorz Ryś otrzymał na placu św. Piotra w Rzymie od papieża Franciszka paliusz. Został on uroczyście nałożony 5 października 2018 w katedrze łódzkiej przez arcybiskupa Salvatore Pennacchia, nuncjusza apostolskiego w Polsce. Arcybiskup Ryś w 2018 zwołał czwarty w historii archidiecezji synod. W 2019 wprowadził w archidiecezji diakonat stały[20].

## Łódź siedzibą archidiecezji
W 1992 Jan Paweł II bullą Totus Tuus Poloniae Populus zreformował polską administrację kościelną. Diecezję łódzką podniósł wtedy do miana archidiecezji (dotychczasowy biskup Władysław Ziółek został arcybiskupem). Jednak diecezja nie stała się od razu metropolią, a przez kilkanaście lat była podległą bezpośrednio Stolicy Apostolskiej. Wówczas też z diecezji łódzkiej do nowo powstałej diecezji łowickiej wydzielono dwa dekanaty (łęczycki i tumski), a także kilka parafii z dekanatu strykowskiego – 3 parafie z Głowna: św. Jakuba Apostoła, św. Barbary (osiedle Osiny) i św. Maksymiliana Kolbego (osiedle Zabrzeźnia), oraz parafię św. Andrzeja w Dmosinie. W sumie na rzecz diecezji łowickiej odeszło 19 parafii.

## Metropolia łódzka
W 2004 nastąpiło dopełnienie wcześniejszej reformy. 24 lutego 2004 Jan Paweł II utworzył metropolię łódzką, w skład której weszła archidiecezja łódzka i diecezja łowicka. Dotychczasowy arcybiskup łódzki Władysław Ziółek został pierwszym metropolitą łódzkim a 29 czerwca 2004 otrzymał od Jana Pawła II paliusz.